# Cizely
Cizely – miejscowość i gmina we Francji, w regionie Burgundia-Franche-Comté, w departamencie Nièvre.
Według danych na rok 1990 gminę zamieszkiwało 70 osób, a gęstość zaludnienia wynosiła 10 osób/km² (wśród 2044 gmin Burgundii Cizely plasuje się na 840. miejscu pod względem liczby ludności, natomiast pod względem powierzchni na miejscu 1111.).